# Liga del Interior (fútbol)
La Liga del Interior fue una asociación de clubes de fútbol de Argentina disidente de AFA y no reconocida entonces por la FIFA. Tenía como objetivo tratar de federalizar el fútbol en Argentina.

## Historia
En enero de 1977, los clubes Talleres, Instituto, Independiente Rivadavia, Godoy Cruz, Gimnasia y Esgrima de Jujuy, Desamparados, Gimnasia de Mendoza y San Martín de Tucumán, se reunieron en San Salvador de Jujuy para la confirmación de una liga que nucleara a los clubes más importantes del interior del país y  la asociación fue presidida por Amadeo Nuccetelli.
La asociación duró solo un año ya que durante los próximos años hubo cambios para los equipos indirectemente afiliados. En agosto de 1979, a los pocos meses de la asuncion de Julio Grondona como presidente de la AFA, fue aprobada la resolución 1309 para los equipos indirectamente afiliados, en donde los clubes que lleguen dos veces a cuartos de final en un período de 3 años podían jugar el Metropolitano, lo que puso fin a la Liga. Luego, en 1986, se creó la Primera B Nacional.

## Palmarés

### Copa Hermandad
La Copa Hermandad fue la única competición que pudo organizar la asociación.
| Temp. | Campeón  | Subcampeón              |
| ----- | -------- | ----------------------- |
| 1977  | Talleres | Independiente Rivadavia |